# Liste der Baudenkmale in Oldenburg (Oldb) – Alexanderstraße
In der Liste der Baudenkmale in Oldenburg (Oldb) – Alexanderstraße stehen alle Baudenkmale der Alexanderstraße in Oldenburg (Oldb).  Die Quelle der IDs und der Beschreibungen ist der Denkmalatlas Niedersachsen.
Der Stand der Liste ist das Jahr 2022.

## Allgemein
In den Spalten befinden sich folgende Informationen:
- Lage: die Adresse des Baudenkmales und die geographischen Koordinaten. Kartenansicht, um Koordinaten zu setzen. In der Kartenansicht sind Baudenkmale ohne Koordinaten mit einem roten Marker dargestellt und können in der Karte gesetzt werden. Baudenkmale ohne Bild sind mit einem blauen Marker gekennzeichnet, Baudenkmale mit Bild mit einem grünen Marker.
- Bezeichnung: Bezeichnung des Baudenkmales
- Beschreibung: die Beschreibung des Baudenkmales. Unter § 3 Abs. 2 NDSchG werden Einzeldenkmale und unter § 3 Abs. 3 NDSchG Gruppen baulicher Anlagen und deren Bestandteile ausgewiesen.
- ID: die Objekt-ID des Baudenkmales
- Bild: ein Bild des Baudenkmales, ggf. zusätzlich mit einem Link zu weiteren Fotos des Baudenkmals im Medienarchiv Wikimedia Commons. Wenn man auf das Kamerasymbol klickt, können Fotos zu Baudenkmalen aus dieser Liste hochgeladen werden:

Zurück zur Hauptliste
| Lage                                                             | Bezeichnung                     | Beschreibung | ID       | Bild           |
| ---------------------------------------------------------------- | ------------------------------- | --- | -------- | -------------- |
| Alexanderstraße 53° 8′ 54″ N, 8° 12′ 53″ O                       | Gertrudenkapelle                | Kreuzrippengewölbte Saalkirche aus Backstein mit rechteckigem Westturm und 5/8-Chorschluss. Westturm dreigeschossig, auf der Westseite Portal, an den Seiten je ein Spitzbogenfenster, im mittleren Geschoss je zwei Spitzbogenblenden, im oberen Geschoss je drei Spitzbogenöffnungen, z. T. als Blenden, unter Knickpyramide. Am Chor Spitzbogenfenster und Strebepfeiler. Auf der Nordseite jüngerer Anbau unter Schleppdach. Innen ein großes Kreuzrippengewölbe und Chorwölbung, beide auf Konsolen. Gewölbemalereien mit Darstellungen aus dem Leben der Hl. Gertrud und Jüngstem Gericht. Ursprünglich Kapelle eines Siechenhauses vor den Toren der Stadt, im Kern 2. Hälfte 13. Jh., 1481 Einbau der heutigen Gewölbe und Ausmalung, der Westturm etwas später. Seit 1791 Friedhofskapelle des Gertrudenfriedhofes. | 37440954 | Weitere Bilder |
| Alexander-/Kirchhof-/Nadorster Straße 53° 8′ 59″ N, 8° 12′ 54″ O | Gertrudenfriedhof               | | 37440930 |                |
| Alexander-/Kirchhof-/Nadorster Straße 53° 8′ 57″ N, 8° 12′ 52″ O | Gertrudenfriedhof / Einfriedung | | 39548321 | BW             |
| Alexanderstraße 25 53° 9′ 0″ N, 8° 12′ 48″ O                     | Wohnhaus                        | Zweigeschossiger Backsteinbau von vier Achsen über Sockelgeschoss mit Werksteingliederungen unter Mansarddach. Sockelgeschoss verändert mit jüngeren Schaufenstern und Ladeneinbauten, rechts darüber im Erdgeschoss Balkon. Links flacher Risalit von zwei Achsen, davor eingeschossiger Standerker, darüber Balkon, Zwerchgiebel. Auf der rechten Seite zurückliegender Vorbau mit Eingang. Fensterrahmungen, Brüstungen, geschossteilende Gesimse, Bänderungen und Konsolfries unter der Traufe sowie Volutenrahmung und Pilaster mit Gebälk am Zwerchgiebel in Werkstein. Erbaut um 1904 (etwa gleichzeitig mit dem Nachbarhaus Nr. 27). | 37429218 |                |
| Alexanderstraße 27 53° 9′ 0″ N, 8° 12′ 48″ O                     | Wohnhaus                        | Zweigeschossiger Backsteinbau von vier Achsen über Sockelgeschoss mit Putz- und Werksteingliederungen unter Walmdach. Sockelgeschoss verändert mit jüngeren Schaufenstern und Ladeneinbauten, links darüber im EG Balkon. Links eingeschossiger Standerker, darüber Balkon. Mittig geschweifter Zwerchgiebel. Auf der linken Seite zurückliegender Vorbau mit Eingang. Putzquaderung des Sockelgeschosses. Fensterrahmungen, geschossteilende Gesimse, Bänderungen und Konsolfries unter der Traufe sowie Rahmung des Zwerchgiebels in Werkstein. Über dem Fenster des Standerkers Initialen „H Sch“, am Giebel Inschrift „Anno 1904“. | 37429240 | BW             |
| Alexanderstraße 48 53° 9′ 5″ N, 8° 12′ 46″ O                     | Wohnhaus                        | Eckhaus zur Efeustraße. Eineinhalbgeschossiger giebelständiger Putzbau von vier Achsen mit Drempel und mittigem Eingang unter Satteldach (Typus „Oldenburger Hundehütte“). Putzgliederung: Gesimse, Fensterrahmungen, z. T. Brüstungsfelder und Ädikulen. Weitgehend original erhalten. Rückwärtig eingeschossige Anbauten, der hintere entweder jünger oder stark verändert. Erbaut 1874, Architekt: Johann Diedrich Schelling. | 37424978 |                |
| Alexanderstraße 60 53° 9′ 8″ N, 8° 12′ 43″ O                     | Lambertistift                   | Mit der Lambertigemeinde verbundenes Altenheim. Zweigeschossiger elfachsiger Putzbau mit Werksteingliederungen über Sockelgeschoss unter flachem Satteldach. Symmetrisch angeordnet flache dreiachsige Eckrisalite und mittig schlanker dreigeschossiger Eingangsturm, davor einläufige Freitreppe, unter steilem Walmdach mit Giebelgaupen. Im Sockelgeschoss und EG segmentbogige, im OG rundbogige Fenster. Werksteingliederung: Sockelgeschoss gequadert, Fenster mit Sohulbänken und profilierten Stürzen, geschossteilendes Gesims, unter der Traufe Konsolfries. Eiserne Turmbekrönung, darauf Wetterfahne mit Jahreszahl „1882“. Erbaut 1882–1885, Architekt: Gerhard Schnitger. | 37419407 |                |
| Alexanderstraße 68 53° 9′ 10″ N, 8° 12′ 41″ O                    | Wohnhaus                        | Giebelständiger eineinhalbgeschossiger Putzbau von vier Achsen mit Drempel unter Satteldach (Typus „Oldenburger Hundehütte“). Eingang auf der rechten Seite. Putzgliederung: horizontale Putzfugen, Fensterrahmungen, z. T. Ädikulen und Balusterbrüstungen, geschossteilendes Gesims und Rankenfries. Erbaut in den 1880er oder 1890er Jahren. | 37429262 | BW             |
| Alexanderstraße 70 53° 9′ 10″ N, 8° 12′ 40″ O                    | Wohnhaus                        | Giebelständiger eineinhalbgeschossiger Putzbau von vier Achsen mit Drempel unter Satteldach (Typus „Oldenburger Hundehütte“). Eingang auf der rechten Seite. Putzgliederung: horizontale Putzfugen, Fensterrahmungen, z. T. Ädikulen und Balusterbrüstungen, geschossteilendes Gesims und Rankenfries. Erbaut in den 1880er oder 1890er Jahren. | 37429285 | BW             |
| Alexanderstraße 72 53° 9′ 11″ N, 8° 12′ 40″ O                    | Wohnhaus                        | Giebelständiger eineinhalbgeschossiger Putzbau von vier Achsen über Sockelgeschoss mit Drempel unter Satteldach (Typus „Oldenburger Hundehütte“). Eingang auf der rechten Seite. Putzgliederung: horizontale Putzfugen, Fensterrahmungen, z. T. Ädikulen und Brüstungsfelder und geschossteilende Gesimse. Erbaut in den 1880er oder 1890er Jahren. | 37429308 | BW             |
| Alexanderstraße 74 53° 9′ 11″ N, 8° 12′ 40″ O                    | Wohnhaus                        | Giebelständiger eineinhalbgeschossiger Putzbau von vier Achsen mit Drempel unter Satteldach (Typus „Oldenburger Hundehütte“). Eingang auf der linken Seite. Putzgliederung: Fensterrahmungen, z. T. Ädikulen und Brüstungsfelder sowie geschossteilendes Gesims. Erbaut in den 1880er oder 1890er Jahren. | 37429331 | BW             |
| Alexanderstraße 191 53° 9′ 39″ N, 8° 12′ 26″ O                   | Bürgerfelder Turnerbund         | An der Straße eineinhalbgeschossiger traufständiger Putzbau mit übergiebeltem Mittelrisalit unter Krüppelwalmdach. Putzgliederung: Fensterrahmungen, z. T. horizontale Bänder. Eingangsvorbau mit Kielbogen und gotisierenden überdachten Aufsätzen, diese ähnlich am Giebel. Dort als Putzrelief Variante des Jerusalemer Kreuzes. Rückwärtig eingeschossiger Turnhallenbau unter reduziertem Satteldach. Erbaut 1909, Architekten Gebrüder Meyer. | 37419430 | BW             |